# Coppa di Francia
La Coppa di Francia (in francese Coupe de France), anche nota come Coupe de France Crédit Agricole per motivi di sponsorizzazione, è la coppa nazionale di calcio francese. Assegnata dalla Fédération française de football, la competizione è aperta a tutte le squadre calcistiche francesi (professionistiche e amatoriali) affiliate alla federazione e a squadre appartenenti a paesi della collettività d'oltremare francese. La vincitrice si qualifica di diritto alla fase a gironi di Europa League.
La prima edizione di Coppa di Francia si è svolta nel 1918 ed ha visto il trionfo dell'Olympique Pantin. Il record di titoli vinti appartiene al Paris Saint-Germain che ha conquistato la coppa sedici volte, stabilendo anche il primato di quattro affermazioni consecutive tra il 2015 e il 2018.

## Storia
La Coppa di Francia venne istituita il 15 gennaio 1917 dal Comité français interfédéral (antenato dell'attuale federazione calcistica francese), su iniziativa del segretario generale Henri Delaunay, per colmare l'assenza di un torneo a eliminazione diretta nel calcio francese. Delaunay, che aveva assistito a una finale della FA Cup inglese, spinse per la creazione della coppa che fu intitolata a Charles Simon, fondatore del Comité français interfédéral perito al fronte nella prima guerra mondiale. Alla prima edizione del torneo presero parte 48 squadre. Le condizioni da soddisfare per poter partecipare al torneo erano l'essere affiliati alla federazione, il pagamento dei diritti di iscrizione e il possesso di uno stadio di proprietà. L'alto numero di iscrizioni costrinsero la federazione a istituire turni preliminari prima della fase finale.
Nel 1968 furono introdotte le gare di andata-ritorno su modello della Coppa dei Campioni d'Europa, superando la formula della gara unica con ripetizione in caso di pareggio. La doppia sfida entrò in vigore a partire dagli ottavi di finale, anticipata ai sedicesimi dal 1974. La formula andata-ritorno venne poi abolita nel 1989, disputando le gare sul campo della prima squadra estratta al momento del sorteggio, con la possibilità per le formazioni meno blasonate di ospitare gli incontri in caso intercorrano almeno due categorie di differenza rispetto agli avversari.
Tutte le finali di Coppa di Francia si sono disputate a Parigi e nei comuni limitrofi. In passato sono stati sei gli impianti ad aver ospitato l'atto conclusivo del torneo: il Parco dei Principi, lo Stade de la rue Olivier-de-Serres, lo Stade Bergeyre e lo Stade Pershing a Parigi, lo Stadio olimpico Yves du Manoir a Colombes e lo Stade Bauer a Saint-Ouen. A partire dall'edizione 1998, il teatro della finale è lo Stade de France di Saint-Denis.
La prima edizione della Coppa di Francia fu vinta dall'Olympique de Paris. Il Red Star si è aggiudicato la coppa per tre edizioni consecutive tra il 1921 e il 1923, una striscia eguagliata dal Lilla con altrettante affermazioni tra il 1946 e il 1948. L'Olympique Marsiglia è stata la prima squadra a raggiungere i dieci trofei vinti nel 1989, primato successivamente eguagliato dal Paris Saint-Germain nel 2016. Attualmente i parigini sono i primatisti della competizione sia per numero di coppe vinte (16), sia per la striscia di successi consecutivi (4) stabilita tra il 2015 e il 2018.

## Formula
La manifestazione è costituita da quattordici turni (compresa la finale) a eliminazione diretta e in gara unica. Viene effettuato un sorteggio per ogni turno, con la prima squadra estratta che gioca l'incontro in casa, a meno che tra le sfidanti non vi siano almeno due categorie di differenza (in tal caso gioca in casa sempre la squadra della serie inferiore). In caso di parità al termine dei tempi regolamentari, vengono disputati i supplementari ed eventualmente i tiri di rigore.
I primi otto turni costituiscono la fase preliminare del torneo. Ogni lega regionale ha a disposizione un numero prestabilito di squadre qualificate, determinato dal numero di club iscritti ai tornei nazionali. Ai primi due turni partecipano le formazioni dei dipartimenti regionali. Al terzo turno entrano le squadre del National 3 (quinta divisione), al quarto turno le squadre del National 2 (quarta divisione) e al quinto turno le squadre del Championnat National (terza divisione). Al settimo turno fanno il loro ingresso le squadre di Ligue 2 e della Lega d'oltremare. Ai trentaduesimi di finale inizia la fase finale, con l'ammissione di tutte le squadre di Ligue 1 e la detentrice del trofeo (qualora non militi nella massima serie).
L'elevatissimo numero di partecipanti (circa 6000) nonché l'assoluta casualità degli abbinamenti rendono possibile il raggiungimento anche di turni avanzati da parte si squadre non professionistiche. Emblematico è il caso del Calais RUFC, che, nell'edizione 1999-2000 si spinse fino alla finale, persa solo 2-1 contro il Nantes per un rigore quantomeno dubbio nel finale.

## Albo d'oro
- 1917-1918  Olympique Pantin (1)
- 1918-1919  CASG (1)
- 1919-1920  CA Paris (1)
- 1920-1921  Red Star (1)
- 1921-1922  Red Star (2)
- 1922-1923  Red Star (3)
- 1923-1924  Olympique Marsiglia (1)
- 1924-1925  CASG (2)
- 1925-1926  Olympique Marsiglia (2)
- 1926-1927  Olympique Marsiglia (3)
- 1927-1928  Red Star (4)
- 1928-1929  Montpellier (1)
- 1929-1930  Sète (1)
- 1930-1931  Club Français (1)
- 1931-1932  Cannes (1)
- 1932-1933  Excelsior Roubaix (1)
- 1933-1934  Sète (2)
- 1934-1935  Olympique Marsiglia (4)
- 1935-1936  RC Paris (1)
- 1936-1937  Sochaux (1)
- 1937-1938  Olympique Marsiglia (5)
- 1938-1939  RC Paris (2)
- 1939-1940  RC Paris (3)
- 1940-1941  Bordeaux (1)
- 1941-1942  Red Star (5)
- 1942-1943  Olympique Marsiglia (6)
- 1943-1944  ÉF Nancy-Lorraine (1)
- 1944-1945  RC Paris (4)
- 1945-1946  Lilla (1)
- 1946-1947  Lilla (2)
- 1947-1948  Lilla (3)
- 1948-1949  RC Paris (5)
- 1949-1950  Stade Reims (1)
- 1950-1951  Strasburgo (1)
- 1951-1952  Nizza (1)
- 1952-1953  Lilla (4)
- 1953-1954  Nizza (2)
- 1954-1955  Lilla (5)
- 1955-1956  Sedan-Torcy (1)
- 1956-1957  Tolosa (1)
- 1957-1958  Stade Reims (2)
- 1958-1959  Le Havre (1)
- 1959-1960  Monaco (1)
- 1960-1961  Sedan-Torcy (2)
- 1961-1962  Saint-Étienne (1)
- 1962-1963  Monaco (2)
- 1963-1964  Olympique Lione (1)
- 1964-1965  Rennes (1)
- 1965-1966  Strasburgo (2)
- 1966-1967  Olympique Lione (2)
- 1967-1968  Saint-Étienne (2)
- 1968-1969  Olympique Marsiglia (7)
- 1969-1970  Saint-Étienne (3)
- 1970-1971  Rennes (2)
- 1971-1972  Olympique Marsiglia (8)
- 1972-1973  Olympique Lione (3)
- 1973-1974  Saint-Étienne (4)
- 1974-1975  Saint-Étienne (5)
- 1975-1976  Olympique Marsiglia (9)
- 1976-1977  Saint-Étienne (6)
- 1977-1978  Nancy (1)
- 1978-1979  Nantes (1)
- 1979-1980  Monaco (3)
- 1980-1981  Bastia (1)
- 1981-1982  Paris Saint-Germain (1)
- 1982-1983  Paris Saint-Germain (2)
- 1983-1984  Metz (1)
- 1984-1985  Monaco (4)
- 1985-1986  Bordeaux (2)
- 1986-1987  Bordeaux (3)
- 1987-1988  Metz (2)
- 1988-1989  Olympique Marsiglia (10)
- 1989-1990  Montpellier (2)
- 1990-1991  Monaco (5)
- 1991-1992 Non assegnata
- 1992-1993  Paris Saint-Germain (3)
- 1993-1994  Auxerre (1)
- 1994-1995  Paris Saint-Germain (4)
- 1995-1996  Auxerre (2)
- 1996-1997  Nizza (3)
- 1997-1998  Paris Saint-Germain (5)
- 1998-1999  Nantes (2)
- 1999-2000  Nantes (3)
- 2000-2001  Strasburgo (3)
- 2001-2002  Lorient (1)
- 2002-2003  Auxerre (3)
- 2003-2004  Paris Saint-Germain (6)
- 2004-2005  Auxerre (4)
- 2005-2006  Paris Saint-Germain (7)
- 2006-2007  Sochaux (2)
- 2007-2008  Olympique Lione (4)
- 2008-2009  Guingamp (1)
- 2009-2010  Paris Saint-Germain (8)
- 2010-2011  Lilla (6)
- 2011-2012  Olympique Lione (5)
- 2012-2013  Bordeaux (4)
- 2013-2014  Guingamp (2)
- 2014-2015  Paris Saint-Germain (9)
- 2015-2016  Paris Saint-Germain (10)
- 2016-2017  Paris Saint-Germain (11)
- 2017-2018  Paris Saint-Germain (12)
- 2018-2019  Rennes (3)
- 2019-2020  Paris Saint-Germain (13)
- 2020-2021  Paris Saint-Germain (14)
- 2021-2022  Nantes (4)
- 2022-2023  Tolosa (1)
- 2023-2024  Paris Saint-Germain (15)
- 2024-2025  Paris Saint-Germain (16)

## Vittorie per squadra
| Pos. | Club                | Vittorie | Edizione vinte                                                                                   | Finalista | Edizione perse                                         |
| ---- | ------------------- | -------- | ------------------------------------------------------------------------------------------------ | --------- | ------------------------------------------------------ |
| 1    | Paris Saint-Germain | 16       | (1982, 1983, 1993, 1995, 1998, 2004, 2006, 2010, 2015, 2016, 2017, 2018, 2020, 2021, 2024, 2025) | 5         | (1985, 2003, 2008, 2011, 2019)                         |
| 2    | Olympique Marsiglia | 10       | (1924, 1926, 1927, 1935, 1938, 1943, 1969, 1972, 1976, 1989)                                     | 9         | (1934, 1940, 1954, 1986, 1987, 1991, 2006, 2007, 2016) |
| 3    | Saint-Étienne       | 6        | (1962, 1968, 1970, 1974, 1975, 1977)                                                             | 4         | (1960, 1981, 1982, 2020)                               |
| 4    | Lilla               | 6        | (1946, 1947, 1948, 1953, 1955, 2011)                                                             | 2         | (1945, 1949)                                           |
| 5    | Monaco              | 5        | (1960, 1963, 1980, 1985, 1991)                                                                   | 5         | (1974, 1984, 1989, 2010, 2021)                         |
| 6    | Olympique Lione     | 5        | (1964, 1967, 1973, 2008, 2012)                                                                   | 4         | (1963, 1971, 1976, 2024)                               |
| 7    | RC France           | 5        | (1936, 1939, 1940, 1945, 1949)                                                                   | 3         | (1930, 1950, 1990)                                     |
| 8    | Red Star            | 5        | (1921, 1922, 1923, 1928, 1942)                                                                   | 1         | (1946)                                                 |
| 9    | Bordeaux            | 4        | (1941, 1986, 1987, 2013)                                                                         | 6         | (1943, 1952, 1955, 1964, 1968, 1969)                   |
| 9    | Nantes              | 4        | (1979, 1999, 2000, 2022)                                                                         | 6         | (1966, 1970, 1973, 1983, 1993, 2023)                   |
| 11   | Auxerre             | 4        | (1994, 1996, 2003, 2005)                                                                         | 2         | (1979, 2015)                                           |
| 12   | Rennes              | 3        | (1965, 1971, 2019)                                                                               | 4         | (1922, 1935, 2009, 2014)                               |
| 13   | Strasburgo          | 3        | (1951, 1966, 2001)                                                                               | 3         | (1937, 1947, 1995)                                     |
| 14   | Nizza               | 3        | (1952, 1954, 1997)                                                                               | 2         | (1978, 2022)                                           |
| 15   | Sète                | 2        | (1930, 1934)                                                                                     | 4         | (1923, 1924, 1929, 1942)                               |
| 16   | Sedan               | 2        | (1956, 1961)                                                                                     | 3         | (1965, 1999, 2005)                                     |
| 16   | Sochaux             | 2        | (1937, 2007)                                                                                     | 3         | (1959, 1967, 1988)                                     |
| 18   | Montpellier         | 2        | (1929, 1990)                                                                                     | 2         | (1931, 1994)                                           |
| 18   | Stade Reims         | 2        | (1950, 1958)                                                                                     | 2         | (1977, 2025)                                           |
| 20   | Metz                | 2        | (1984, 1988)                                                                                     | 1         | (1938)                                                 |
| 20   | Guingamp            | 2        | (2009, 2014)                                                                                     | 1         | (1997)                                                 |
| 22   | CASG                | 2        | (1919, 1925)                                                                                     | 0         |                                                        |
| 23   | O. Parigi           | 1        | (1918)                                                                                           | 2         | (1919, 1921)                                           |
| 23   | Bastia              | 1        | (1981)                                                                                           | 2         | (1972, 2002)                                           |
| 25   | CA Paris            | 1        | (1920)                                                                                           | 1         | (1928)                                                 |
| 25   | Le Havre            | 1        | (1959)                                                                                           | 1         | (1920)                                                 |
| 27   | Club Français       | 1        | (1931)                                                                                           | 0         |                                                        |
| 27   | Cannes              | 1        | (1932)                                                                                           | 0         |                                                        |
| 27   | Excelsior Roubaix   | 1        | (1933)                                                                                           | 0         |                                                        |
| 27   | ÉF Nancy-Lorraine   | 1        | (1944)                                                                                           | 0         |                                                        |
| 27   | Tolosa (1937-1967)  | 1        | (1957)                                                                                           | 0         |                                                        |
| 27   | Nancy               | 1        | (1978)                                                                                           | 0         |                                                        |
| 27   | Lorient             | 1        | (2002)                                                                                           | 0         |                                                        |
| 27   | Tolosa              | 1        | (2023)                                                                                           | 0         |                                                        |
| 35   | Nîmes               | 0        |                                                                                                  | 3         | (1958, 1961, 1996)                                     |
| 35   | Lens                | 0        |                                                                                                  | 3         | (1948, 1975, 1998)                                     |
| 37   | Roubaix             | 0        |                                                                                                  | 2         | (1932, 1933)                                           |
| 37   | FC Nancy            | 0        |                                                                                                  | 2         | (1953, 1962)                                           |
| 37   | Quevilly-Rouen      | 0        |                                                                                                  | 2         | (1927, 2012)                                           |
| 37   | Angers              | 0        |                                                                                                  | 2         | (1957, 2017)                                           |
| 41   | FC Lyon             | 0        |                                                                                                  | 1         | (1918)                                                 |
| 41   | Rouen               | 0        |                                                                                                  | 1         | (1925)                                                 |
| 41   | Valentigney         | 0        |                                                                                                  | 1         | (1926)                                                 |
| 41   | Charleville         | 0        |                                                                                                  | 1         | (1936)                                                 |
| 41   | Olympique Lillois   | 0        |                                                                                                  | 1         | (1939)                                                 |
| 41   | Fives               | 0        |                                                                                                  | 1         | (1941)                                                 |
| 41   | ÉF Reims-Champagne  | 0        |                                                                                                  | 1         | (1944)                                                 |
| 41   | Valenciennes        | 0        |                                                                                                  | 1         | (1951)                                                 |
| 41   | AS Troyes-Sav.      | 0        |                                                                                                  | 1         | (1956)                                                 |
| 41   | Orléans             | 0        |                                                                                                  | 1         | (1980)                                                 |
| 41   | Calais RUFC         | 0        |                                                                                                  | 1         | (2000)                                                 |
| 41   | Amiens              | 0        |                                                                                                  | 1         | (2001)                                                 |
| 41   | Châteauroux         | 0        |                                                                                                  | 1         | (2004)                                                 |
| 41   | Évian TG            | 0        |                                                                                                  | 1         | (2013)                                                 |
| 41   | Les Herbiers        | 0        |                                                                                                  | 1         | (2018)                                                 |

## Record e statistiche[5]

### Generali
- Risultato più largo in finale: 5-0 (1969-70)
- Maggior numero di gol segnati in finale: 9 (1956-57, 6-3)
- Gol più rapido segnato in finale: 29 secondi (1946-47)
- Edizioni assegnate dopo i tempi supplementari: 15
- Edizioni assegnate dopo ripetizione della finale: 5
- Edizioni assegnate dopo i calci di rigore: 5
- Arbitro con più finali dirette: Michel Vautrot (5)
- Record di affluenza in una finale: 80 056 (2008-09)

### Club
- Record di titoli:  Paris Saint-Germain (16)
- Titoli consecutivi:  Paris Saint-Germain (4)
- Finali raggiunte:  Paris Saint-Germain (21)
- Vincitrice senza aver incontrato squadre di massima serie:  Metz (1987-88)
- Numero di squadre di seconda categoria ad aver raggiunto la finale: 11
- Squadre vincitrici del trofeo militanti in seconda categoria:  Le Havre (1958-59),  Guingamp (2008-09)

### Individuali

#### Giocatori plurivincitori
- Marquinhos (8)
- Marco Verratti (6)
- Thiago Silva (5)
- Dominique Bathenay (5)
- Alain Roche (5)
- Marceau Sommerlinck (5)

#### Allenatori plurivincitori
- Guy Roux (4)
- André Cheuva (4)

#### Plurimarcatori in finale
- Éric Pécout (3, 1978-79)
- Jean-Pierre Papin (3, 1988-89)